# Ancylosis aeola
Ancylosis aeola är en fjärilsart som beskrevs av Boris Ivan Balinsky 1987. Ancylosis aeola ingår i släktet Ancylosis och familjen mott. Inga underarter finns listade i Catalogue of Life.